# Ken Doherty
Ken Doherty (Dublino, 17 settembre 1969) è un giocatore di snooker irlandese.

## Biografia
Professionista dal 1990, è l'unico giocatore ad essere stato sia campione del mondo dilettanti (1989) che professionisti (1997). Ha realizzato il suo primo 147 in carriera nel 2012 al Paul Hunter Classic in Germania.
A partire dal Masters 2009, Doherty svolge il doppio lavoro di giocatore-commentatore per la BBC.
Malgrado sia irlandese, Doherty è un grande tifoso del Manchester United. Nel 1997 ha sfilato all'Old Trafford davanti a 55.000 spettatori per festeggiare la vittoria della First Division della sua squadra del cuore, in concomitanza al suo trionfo al Campionato del mondo.
Sposato con Sarah, Doherty ha un figlio nato nel 2007 di nome Christian.

## Carriera

### Stagione 1990-1991
Nella stagione di esordio Ken Doherty conquista due quarti, al Classic e al torneo di casa Irish Masters. L'irlandese riesce inoltre a qualificarsi per il Campionato del mondo, dove perde al primo turno contro il 6 volte vincitore del trofeo Steve Davis, per 10-8.

### Stagione 1991-1992
Nella seconda annata Doherty vince l'evento di qualificazione al Masters 1992, perde in finale all'Irish Masters contro Stephen Hendry e conquista due semifinali (British Open e Strachan Open).

### Stagione 1992-1993
Il 31 gennaio 1993 Doherty porta a casa il Welsh Open, primo titolo Ranking in carriera, battendo in finale Alan McManus 9-7. In questa stagione molto positiva, trionfa anche al Pontins Professional e all'Irish Professional Championship, perdendo inoltre la finale del Grand Prix.

### Stagione 1993-1994
Nel 1993-1994 Doherty conquista un altro Pontins Professional e lo Scottish Masters, perde per il secondo anno di finale la finale del Grand Prix. Per la prima volta supera il primo turno del Campionato mondiale, sconfiggendo Alex Higgins, superando in seguito McManus, perdendo poi ai quarti contro Jimmy White.

### Stagione 1994-1995
Nella stagione 1994-1995 arriva per la prima volta in finale allo UK Championship. Durante il torneo Doherty batte Rod Lawler, Mark Bennett, Fergal O'Brien, Ronnie O'Sullivan, James Wattana in semifinale per poi perdere all'ultimo turno contro Stephen Hendry con il punteggio di 10-5 per lo scozzese. Oltre a questo ottimo risultato, l'irlandese vince lo Scottish Masters e perde in finale in European League.

### Stagione 1995-1996
Nel 1995-1996 Doherty ottiene buoni piazzamenti soprattutto nei tornei Non-Ranking: due titoli (Pontins Professional ed European League) e quattro semifinali. Doherty raggiunge e perde anche due finali Ranking (German Open e Thailand Open).

### Stagione 1996-1997
In questa stagione il giocatore di Dublino conquista numerose semifinali, tra cui quelle allo UK Championship e al Masters.

Il grande risultato arriva al Crucible Theatre di Sheffield: Doherty inizia battendo al primo turno Mark Davis 10-8, poi travolge Steve Davis 13-3, batte John Higgins ai quarti con il risultato di 13-9, elimina facilmente Alain Robidoux in semifinale per 17-7 e incontra Stephen Hendry in finale. Lo scozzese, che fino a quel momento aveva vinto 6 titoli tra il 1990 e il 1996, non riesce a tenere il passo e l'irlandese si porta su un disarmante vantaggio di 10-4. Dopo essersi spartiti qualche frames, Hendry abbozza una rimonta girando il match dal 15-7 al 15-12. Doherty però vince gli ultimi tre frames, che gli consentono di diventare il primo irlandese a vincere il Campionato del mondo di snooker.

### Stagione 1997-1998
Dopo essere balzato al 3º posto nel Ranking, Doherty si riconferma al meglio conquistando svariate semifinali e vincendo altri tre tornei (Malta Grand Prix, Irish Masters e Premier League). Dopo aver perso solo al secondo turno allo UK Championship, l'irlandese si riconferma nei tornei della Tripla Corona, perdendo per il secondo anno consecutivo la semifinale del Masters, al frame decisivo contro Hendry, e tornando a fine stagione in finale al Campionato mondiale, dove Doherty perde 18-12 contro John Higgins, dopo essere stato sotto 1-6 ad un certo punto del match.

### Stagione 1998-1999
Malgrado Doherty non riesca a vincere alcun torneo nella stagione 1998-1999, il bilancio è comunque positivo dato l'arrivo in finale al Masters, in cui è ancora Higgins a batterlo, e al Malta Grand Prix dove l'irlandese perde contro Stephen Hendry. Al Campionato del mondo viene eliminato ai quarti di finale da Mark Williams, che avrebbe in seguito perso in finale contro Hendry.

### Stagione 1999-2000
Nel 1999-2000 Doherty torna a vincere un titolo Ranking, il Malta Grand Prix battendo 9-3 Williams in finale. L'irlandese non conquistava un successo in un torneo valido per la classifica dal Mondiale 1997. All'inizio dell'anno solare 2000 ritorna in finale al Masters, dove questa volta viene sconfitto in finale da Matthew Stevens; al 15° frame del match, Doherty manca all'ultima nera il 147 fermandosi a 140. Nel medesimo torneo Doherty vince due match per 6-0 (ottavi contro Ali Carter e semifinali contro Stephen Lee).

### Stagione 2000-2001
Nella stagione 2000-2001 porta a casa il suo secondo Welsh Open e il suo primo Thailand Masters, che gli valgono entrambi punti per il Ranking. Doherty riesce ad arrivare anche in finale allo Scottish Open e in semifinale allo Scottish Masters.

### Stagione 2001-2002
Doherty torna in finale allo UK Championship nel dicembre 2001, dove viene travolto 10-1 da Ronnie O'Sullivan. L'irlandese prosegue la stagione arrivando per il secondo anno consecutivo a contendersi la vittoria del Welsh Open: come nell'edizione precedente la finale è tra Doherty e Paul Hunter, anche se questa volta è l'inglese a portare a casa il successo.

### Stagione 2002-2003
Un'altra buona annata per Ken Doherty è la 2002-2003: perde la sua terza finale allo UK Championship al decisivo contro Williams per 10-9. Successivamente perde in semifinale al Masters, dove viene battuto da Hendry. A fine stagione riesce a rimettere i piedi in finale al Crucible, vincendo nel corso della competizione tre match su quattro al decisivo. In finale affronta ancora Mark Williams, che lo sconfigge 18-16 al termine di una contesa molto equilibrata.

### 2003-2005
Tra il 2003 e il 2005 l'irlandese non vince tornei importanti, raggiungendo al massimo le semifinali. Al Campionato mondiale 2004 Doherty perde addirittura al primo turno contro Joe Swail, proveniente dalle qualificazioni. Lo stesso epilogo si ripete al Masters 2005, dove Doherty perde contro la wildcard Ding Junhui con il netto risultato di 6-1. Nel Campionato del mondo 2005 non va oltre il secondo turno perdendo 13-11 contro Alan McManus.

### 2005-2007
Una breve ripresa arriva all'inizio della stagione 2005-2006, con la vittoria della Malta Cup ai danni di John Higgins. In precedenza Doherty era anche arrivato in finale all'Irish Professional Championship. L'irlandese fa un buon cammino anche al China Open 2006, dove perde solo in semifinale contro Higgins. Dopo essere partito al 2º posto nella stagione 2006-2007, Doherty vince l'Irish Professional Championship e arriva in semifinale nel Pot Black, non ottenendo comunque buoni risultati nei tornei validi per la classifica.

### 2007-
Negli anni successivi Doherty entra in un calo di prestazioni, non riuscendo più a vincere tornei importanti. Partecipa per l'ultima volta al Masters nel 2008, dove perde in semifinale al decisivo contro il futuro vincitore Mark Selby. Dopo essere sceso al 44º posto nel Ranking, Doherty si iscrive al circuito Seniors, partecipando nel 2010 al World Seniors Championship arrivando ai quarti. Dopo essersi stabilito prima tra i primi 32 del mondo e poi tra i primi 64, Doherty ottiene una carta ai meriti della carriera valida a partire dalla stagione 2017-2018, per continuare a giocare nel Main Tour indipendentemente dal suo Ranking. A luglio Doherty conquista un'ottima semifinale nel Riga Masters, dove perde al decisivo contro Stephen Maguire per 5-4.

## Ranking[33]
| Stagione  | Ranking iniziale | Ranking finale |
| --------- | ---------------- | -------------- |
| 1990-1991 | Non classificato | 51             |
| 1991-1992 | 51               | 21             |
| 1992-1993 | 21               | 11             |
| 1993-1994 | 11               | 7              |
| 1994-1995 | 7                | 9              |
| 1995-1996 | 9                | 7              |
| 1996-1997 | 7                | 3              |
| 1997-1998 | 3                | 4              |
| 1998-1999 | 4                | 7              |
| 1999-2000 | 7                | 7              |
| 2000-2001 | 7                | 4              |
| 2001-2002 | 4                | 5              |
| 2002-2003 | 5                | 6              |
| 2003-2004 | 6                | 7              |
| 2004-2005 | 7                | 11             |
| 2005-2006 | 11               | 2              |
| 2006-2007 | 2                | 4              |
| 2007-2008 | 4                | 18             |
| 2008-2009 | 18               | 44             |
| 2009-2010 | 44               | 30             |
| 2010-2011 | 30               | 29             |
| 2011-2012 | 29               | 35             |
| 2012-2013 | 35               | 27             |
| 2013-2014 | 27               | 28             |
| 2014-2015 | 33               | 45             |
| 2015-2016 | 45               | 57             |
| 2016-2017 | 57               | 73             |
| 2017-2018 | Non classificato | 75             |
| 2018-2019 | 65               | 56             |
| 2019-2020 | 56               |                |

### Break Massimi da 147: 1[34]
| N° | Anno | Competizione        | Avversario     | Note  |
| -- | ---- | ------------------- | -------------- | ----- |
| 1  | 2012 | Paul Hunter Classic | Julian Treiber | [ 2 ] |

## Tornei vinti

### Titoli Non-Ranking: 17
| Titoli Ranking      | Titoli Ranking | Titoli Ranking             | Titoli Ranking |
| ------------------- | -------------- | -------------------------- | -------------- |
| Competizione        | Anno           | Avversario                 | Note           |
| Campionato mondiale | 1997           | Stephen Hendry             | [ 11 ]         |
| Welsh Open          | 1993 - 2001    | Alan McManus - Paul Hunter | [ 35 ] [ 36 ]  |
| Malta Grand Prix    | 2000           | Mark Williams              | [ 37 ]         |
| Thailand Masters    | 2001           | Stephen Hendry             | [ 38 ]         |
| Malta Cup           | 2006           | John Higgins               | [ 39 ]         |

| Titoli Non-Ranking              | Titoli Non-Ranking | Titoli Non-Ranking                              | Titoli Non-Ranking   |
| ------------------------------- | ------------------ | ----------------------------------------------- | -------------------- |
| Competizione                    | Anno               | Avversario                                      | Note                 |
| Benson & Hedges Championship    | 1991               | Darren Morgan                                   | [ 40 ]               |
| Irish Professional Championship | 1993 - 2006 - 2007 | Stephen Murphy - Michael Judge - Fergal O'Brien | [ 41 ] [ 42 ] [ 43 ] |
| Pontins Professional            | 1993 - 1994 - 1996 | Darren Morgan - Nigel Bond - Nigel Bond         | [ 44 ] [ 45 ]        |
| Scottish Masters                | 1993 - 1994        | Alan McManus - Stephen Hendry                   | [ 46 ] [ 47 ]        |
| European League                 | 1996               | Steve Davis                                     | [ 48 ]               |
| Malta Grand Prix                | 1997               | John Higgins                                    | [ 49 ]               |
| Premier League                  | 1998               | Jimmy White                                     | [ 50 ]               |
| Irish Masters                   | 1998               | Ronnie O'Sullivan                               | [ 51 ]               |
| Euro-Asia Masters Challenge 2   | 2003               | Marco Fu                                        | [ 52 ]               |
| Pot Black                       | 2007               | Shaun Murphy                                    | [ 53 ]               |
| Irish Classic                   | 2008               | Fergal O'Brien                                  | [ 54 ]               |

| World Seniors Tour      | World Seniors Tour | World Seniors Tour | World Seniors Tour |
| ----------------------- | ------------------ | ------------------ | ------------------ |
| Competizione            | Anno               | Avversario         | Note               |
| UK Seniors Championship | 2018               | Igor Figueiredo    | [ 55 ]             |

| Tornei varianti                       | Tornei varianti | Tornei varianti | Tornei varianti |
| ------------------------------------- | --------------- | --------------- | --------------- |
| Competizione                          | Anno            | Avversario      | Note            |
| Pro Challenge Series - Evento Six-Red | 2009            | Martin Gould    | [ 56 ]          |

## Finali perse

### Titoli Non-Ranking: 13
| Titoli Ranking      | Titoli Ranking     | Titoli Ranking                                     | Titoli Ranking       |
| ------------------- | ------------------ | -------------------------------------------------- | -------------------- |
| Competizione        | Anno               | Avversario                                         | Note                 |
| Campionato mondiale | 1998 - 2003        | John Higgins - Mark Williams                       | [ 13 ] [ 22 ]        |
| UK Championship     | 1994 - 2001 - 2002 | Stephen Hendry - Ronnie O'Sullivan - Mark Williams | [ 19 ] [ 21 ] [ 57 ] |
| Grand Prix          | 1992- 1993         | Jimmy White - Peter Ebdon                          | [ 58 ] [ 59 ]        |
| German Open         | 1995               | John Higgins                                       | [ 60 ]               |
| Thailand Open       | 1996               | Alan McManus                                       | [ 61 ]               |
| Scottish Open       | 2001               | Peter Ebdon                                        | [ 62 ]               |
| Welsh Open          | 2002               | Paul Hunter                                        | [ 63 ]               |

| Titoli Non-Ranking              | Titoli Non-Ranking | Titoli Non-Ranking             | Titoli Non-Ranking |
| ------------------------------- | ------------------ | ------------------------------ | ------------------ |
| Competizione                    | Anno               | Avversario                     | Note               |
| The Masters                     | 1999 - 2000        | John Higgins - Matthew Stevens | [ 15 ] [ 64 ]      |
| Irish Masters                   | 1992               | Stephen Hendry                 | [ 65 ]             |
| European League                 | 1995               | Stephen Hendry                 | [ 66 ]             |
| Pontins Professional            | 1995               | Peter Ebdon                    | [ 67 ]             |
| Malta Grand Prix                | 1998               | Stephen Hendry                 | [ 68 ]             |
| Euro-Asia Masters Challenge 1   | 2003               | James Wattana                  | [ 69 ]             |
| Irish Professional Championship | 2005               | Joe Swail                      | [ 70 ]             |
| Malta Cup                       | 2008               | Shaun Murphy                   | [ 71 ]             |
| World Series of Snooker Warsaw  | 2008               | Ding Junhui                    | [ 72 ]             |
| Legends of Snooker              | 2009               | Stephen Hendry                 | [ 73 ]             |
| Irish Classic                   | 2011               | Fergal O'Brien                 | [ 74 ]             |

| World Seniors Tour         | World Seniors Tour | World Seniors Tour | World Seniors Tour |
| -------------------------- | ------------------ | ------------------ | ------------------ |
| Competizione               | Anno               | Avversario         | Note               |
| World Seniors Championship | 2020               | Jimmy White        | [ 75 ]             |

| In squadra   | In squadra                           | In squadra | In squadra |
| ------------ | ------------------------------------ | ---------- | ---------- |
| Competizione | Anno/Compagno                        | Avversario | Note       |
| World Cup    | 1996/ Fergal O'Brien, Stephen Murphy | Scozia     | [ 76 ]     |
| Nations Cup  | 2001/ Fergal O'Brien, Michael Judge  | Scozia     | [ 77 ]     |

- Strachan Challenge: Evento 3 1993